# Antigua Fundición de Cañones
Antigua Fundición de Cañones es una obra del municipio de Barcelona protegida como Bien Cultural de Interés Local

## Descripción
Ubicada en el distrito de Ciutat Vella, la Antigua Fundición Real de Cañones o Banco de Barcelona se encuentra en la esquina septentrional de la isla de casas delimitada por la Rambla, el Pasaje de la Banca y la Calle de Josep Anselm Clavé. Dispone de dos fachadas que dan a la Rambla y hacen de medianeras con las parcelas vecinas.

De planta rectangular, la estructura en alzado de la casa comprende planta baja, dos pisos y azotea transitable. La entrada principal, orientada a la Plaza del Portal de la Paz, da acceso a un vestíbulo que dirige verso el patio central cuadrangular alrededor del cual se articulan las dependencias del edificio. En el extremo occidental de la fachada de la Rambla se  ubica una entrada secundaria que dirige verso la escalera que da acceso a los diferentes pisos.

### Detalles arquitectónicos
Las dos fachadas del edificio presentan los muros revestidos de mortero simulando un carrelado que contrastan con el acabado de piedra cortada de las pilastras ornamentales y los marcos de puertas, ventanas y balcones. Estas fachadas estructuran sus aperturas en esos verticales y horizontales de ritmo regular y de dimensiones decrecientes, dispuestos en dos niveles diferenciados: el primer nivel, que abarca sólo la planta baja, viene enfajado por pilastras toscanas; el segundo nivel, que comprende las plantas principal y segunda, viene enfajado por pilastras jónicas. La planta baja presenta sus aperturas en forma de grandes ventanales escarzanos con montantes y dovelas de piedra cerrados con rejas de fundición. 
Entre ventanal y ventanal, una falsa columnata de pilastras toscanas de piedra sostiene un entablamento del mismo material. Sobre este entablamento  reponen los balcones del primer piso, cerrados con balaustres de piedra blanca. Las puertas de estos balcones presentan los dinteles y los montantes de piedra moldurada, coronados por frontones que alternan, en cada apertura, una forma triangular con una forma semicircular. Encima de estos balcones se  abren los balcones con alféizar del segundo piso, con dinteles y montantes pétreos moldurados y cercados con una barandilla de hierro forjado a base de volutas. Estos dos pisos están enmarcados, entre ventanal y ventanal, por una falsa columnata de pilastras jónicas de piedra que sostienen la cornisa del edificio, hecha de estuco. Dentro de esta cornisa en forma de entablamento se  abren los respiraderos de la cámara de aire de la azotea transitable, cerrado por una balaustrada de piedra blanca.
Mientras los seis tramos verticales de aperturas de la fachada orientada a la Rambla son enmarcados por pilastras simples, los tres tramos de la fachada orientada al Portal de la Paz son enmarcados por dobles pilastras, en una composición más monumental. Enfatizando esta fachada hay, en el tramo central de la planta baja, el portal principal, consistente en un arco escarzano flanqueado por dos pilastras toscanas que sostienen un frontón semicircular. Encima de este frontón, dos figuras femeninas con los atributos del comercio y la industria obradas en piedra blanca por los hermanos Vallmitjana sostienen sus caduceos de bronce antiguamente dorado y un escudo de la IV Región Militar, hecho de piedra. En el mismo eje de la puerta un falso ático que contiene un reloj y que es coronado por un frontón semicircular corona el conjunto rompiendo la horizontalidad de la balaustrada de la azotea.

## Historia
El año 1537 el Emperador Carlos I ordenó al Consejo de Cien el establecimiento de una fundición real de cañones a la Rambla de Barcelona, a tocar de los Astilleros de la Ciudad. Después de la derrota de 1714, Felipe V prohibió la fabricación local de artillería -que pasaría a producirse únciament dentro de los Astilleros- de forma que la fundición pasó a producir otros productos. En aquellas dependencias se fundieron las campanas Tomassa y Honorata de la Catedral de Barcelona, fundidas por el campanero Josep Barnola en 1758.
El edificio actual fue construido en 1777, después del escombro de la muralla que protegía la Rambla de Santa Mónica desde el siglo XIII. Aun así, en el siglo XVIII la fundición sólo era una construcción de planta baja y un piso.
El edificio fue reformado y ampliado en 1858 por el arquitecto Josep Oriol Mestres y Esplugas como sede del Banco de Barcelona, fundado el año 1844 por Manuel Girona. Con este proyecto, se redujo la parcela, se añadió un piso, y se reformaron las fachadas siguiendo unos esquemas compositivos netamente clasicistas. La puerta principal fue ornada por unas esculturas realizadas por los célebres escultores Agapito y Venancio Vallmitjana. En el proyecto de Maestros la fachada principal del edificio era rematada por un reloj que sería destruido durante los Hechos de Octubre.
El Banco de Barcelona quebró en 1920 y el edificio cerró sus puertas hasta que, en 1934, se usó como sede de la Comandancia General del Cuerpo de Sometents. Después de la Guerra Civil, el edificio pasó a depender del Gobierno Militar, que  instaló los enjuiciados castrenses, una farmacia militar y oficinas. En aquel periodo, la fachada se remató con un escudo franquista que sería desmontado y sustituido por una copia del reloj original durante la restauración realizada en 1990. No sería sustituido, pero, el escudo de la IV Región Militar que sostienen las dos esculturas de Vallmitjana, también añadido en aquel periodo.
El año 2003 el Ministerio de Defensa, hasta entonces titular del edificio, lo vendió a la Generalidad de Cataluña por casi tres millones de Euros. A pesar de que en principio se  tenía que instalar el Instituto Europeo del Mediterráneo -ubicado finalmente en el Palacio Real de Pedralbes- el edificio continúa cerrado.